# Conrad Schumann
Hans Conrad Schumann (nascut el 28 de març de 1942 a Leutewitzh, prop de Riesa; mort el 20 de juny de 1998 a Oberemmendorf, prop de Kipfenberg) va ser el primer desertor de la República Democràtica Alemanya (RDA) un cop començada la construcció del Mur de Berlín. La seva fugida és, a més, una de les més conegudes.
Schumann va servir com soldat al Nationale Volksarmee (en alemany, Exèrcit Popular Nacional). Després de tres mesos d'entrenament a Dresden, va ser destinat a una acadèmia de suboficials a Potsdam, i després d'això va servir com a voluntari a Berlín.
El 15 d'agost de 1961, amb 19 anys, estava com a sentinella al Mur de Berlín, el qual es trobava en el seu tercer dia de construcció, a la cruïlla de Ruppinerstraße amb Bernauerstraße. En aquesta etapa, el Mur no era més que una petita tanca filat. Aprofitant la seva oportunitat, Schumann va saltar el filat, després d'això, en va ser allunyat a tota velocitat en un cotxe de policia de la República Federal Alemanya. La seva fugida va ser captada pel fotògraf Peter Leibing, i la imatge es va convertir en una de les més famoses de la Guerra Freda.
Més tard se li va permetre viatjar des de Berlín Occidental a la resta del territori de l'Alemanya Occidental, on es va establir a Baviera. Va conèixer la seva dona Kunigunde a la ciutat de Günzburg.
Després de la caiguda del Mur de Berlín, va comentar: "Només des del 9 de novembre de 1989 (la data de la caiguda del mur) m'he sentit realment lliure". Però fins i tot així, va continuar sentint-se més a casa a Baviera que en el seu lloc de naixement, a causa de velles desavinences amb els seus antics companys. Fins i tot dubtava a l'hora de visitar els seus pares i germans a Saxònia. El 20 de juny de 1998, patint una depressió, es va penjar prop de la ciutat de Kipfenberg, a l'Alta Baviera.